# Hilmer Borgeling

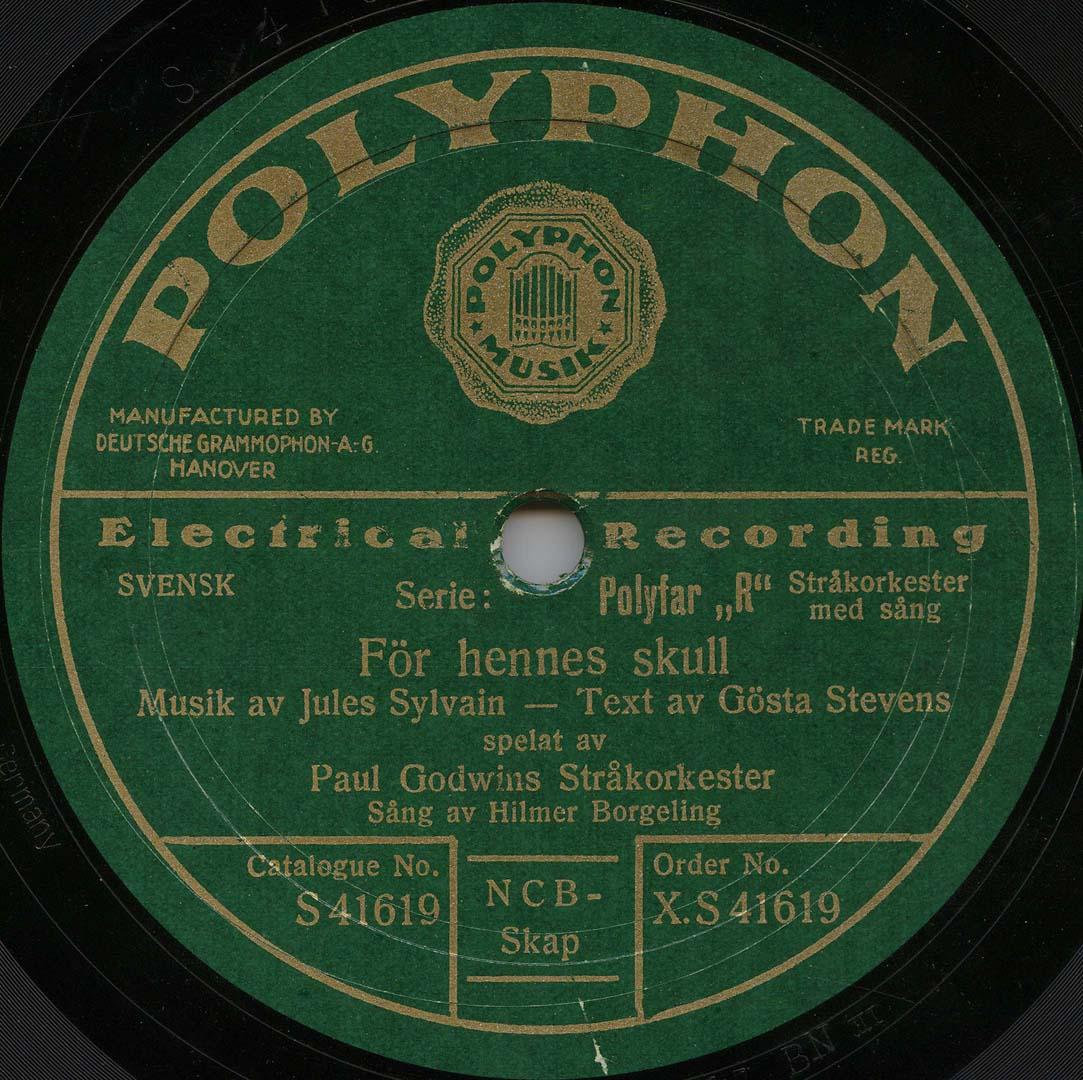
Skivutgåva av melodin "För hennes skull" (ur filmen med samma namn) med Hilmer Borgeling ackompanjerad av Paul Godwins orkester, 1930.

John Hilmer Borgeling, född 23 oktober 1903 i Stockholm, död 21 februari 1969 i Stockholm, var en svensk sångare och en av Sveriges mest produktiva artister på grammofonskiva. Han skrev också sånger.

## Biografi
Borgeling sjöng som tonåring i operakören men skulle senare huvudsakligen inrikta sig på populärmusik. Han medverkade under 1920-talet i ett par av Ernst Rolfs revyer, och fick ibland rycka in och sjunga Rolfs egna nummer när revyerna gick ut på landsortsturné utan huvudpersonen själv. Rolf förmedlade också ett kontrakt för Borgeling och dennes blivande hustru, dansösen Signe Malmberg, om att uppträda på Chat Noir i Oslo 1927. Det norska gästspelet blev framgångsrikt och varade ett helt år. Borgeling uppträdde även i de svenska folkparkerna. 
Borgeling medverkade som den enda, eller i varje fall den enda namngivna vokalisten vid Svenska musikerförbundets "Jätte-Jazz-Konsert" i Stockholms konserthus den 7 mars 1930, där han sjöng Helge Lindbergs komposition Fusyjama till ackompanjemang av en sammanslagen version av några av Stockholms främsta jazz- och dansorkestrar. 
När den första svenska ljudfilmen, Säg det i toner, spelades in 1929 var det Borgeling som fick dubba Håkan Westergren i filmens ledmotiv.
Framför allt var Borgeling en oerhört produktiv och framgångsrik skivartist. Uppgifterna om hur många skivinspelningar han gjorde mellan åren 1925 och 1949 spänner mellan 700 och 1000, och torde under alla omständigheter endast slås av Sven-Olof Sandberg[källa behövs]. I svensk mediadatabas listas drygt 500 skivor där Borgeling medverkar. Hans troligen största försäljningsframgång var När rosorna slå ut från 1930 som skall ha sålts i 80 000 exemplar. Sången är hämtad ur filmen från samma år och med samma namn, och som räknas som den första 100-procentiga svenska talfilmen.
Borgelings skivkarriär kan indelas i ett antal perioder utifrån vilka skivbolag han arbetade för. Den första kända inspelningen är från 1925 för bolaget Ekophon. Därefter spelade han in för tyska Vox till och med 1928, för Orchestrola 1928–1929 (samt därvid också för av Orchestrola producerade Tal och ton) och för Polyphon/Polydor 1930–1933. Från 1934, och åtta år framåt, var Borgeling knuten till det ledande svenska bolaget Sonora där han gjorde cirka 150 inspelningar. Från de senare åren av hans karriär märks också inspelningar för bland annat Scala och Musica.
Borgelings tidiga inspelningar gjordes, som många andra schlagerskivor för svensk marknad vid den här tiden, i stor utsträckning i Tyskland, ofta med ackompanjemang av Paul Godwins orkester. På hans svenska Polyphon-inspelningar samarbetade han ofta med den ovan nämnda orkesterledaren och kompositören Helge Lindberg.
När Borgeling sjöng in seriösare musik, som andliga sånger, använde han sig stundtals av pseudonymen konsertsångare John Hilmer. Han står även som medkompositör till några av de sånger han spelat in, bland annat "Hur står det till med kärleken?" (1938) och "Den gamla lyktan" (1949).
Efter avslutad sångarkarriär ägnade Borgeling sig åt affärsverksamhet. Han är begravd på Skogskyrkogården i Stockholm.
Någon samlad återutgivning av Borgelings skivproduktion finns inte, men han medverkar på ett flertal spår i den första volymen av CD-projektet Svensk jazzhistoria. Det är Borgeling sjunger signaturen "Kärlekens rödaste rosor" till Willy Rooths orkester 1933 i P4-radioprogrammet Da Capo mellan åren 2000 till 2022, som leddes av Anders Eldeman. Även avsignaturen men som senare byttes ut mot "Goodnight sweetheart" med Al Bowlly och Ray Nobles orkester.

## Teater

### Roller
| År   | Roll        | Produktion                                                           | Regi | Teater      |
| ---- | ----------- | -------------------------------------------------------------------- | ---- | ----------- |
| 1929 | Medverkande | Stockholm–Motala, revy Karl-Ewert, Svasse Bergqvist och Kar de Mumma |      | Folkteatern |